# Buzzcocks (album)
Buzzcocks è il settimo ed omonimo album della punk band britannica Buzzcocks, pubblicato il 18 marzo 2003.

## Tracklist
1. Jerk – 2:21
2. Keep On – 3:19
3. Wake Up Call – 3:19
4. Friends – 2:57
5. Driving You Insane – 2:24
6. Morning After – 2:34
7. Sick City Sometimes – 2:59
8. Stars – 2:46
9. Certain Move – 3:02
10. Lester Sands – 2:47
11. Up for the Crack – 2:23
12. Useless - 4:01